# 阿什利·蒙塔古
蒙塔古·弗朗西斯·阿什利·蒙塔古（Montague Francis Ashley Montagu，原名伊斯雷尔·埃伦伯格，1905年6月28日生于英国伦敦，1999年11月26日死于新泽西普林斯顿）是一位英國裔美國人类学家、人文学者，有犹太血统，他普及了血统和性别的概念以及它们与政治及发展的影响。1950年曾任联合国教科文组织《种族问题》特别报告员。